# Jasmin de Madagascar
Stephanotis floribunda
Espèce
Classification phylogénétique
Statut de conservation UICN

 VU  : Vulnérable
 Monde 
Le Jasmin de Madagascar (Stephanotis floribunda) est une plante de la famille des Asclepiadaceae, ou des Apocynaceae selon la classification phylogénétique.

## Répartition
Dans son pays d'origine, Madagascar, on trouve les Stephanotis dans les sous-bois, essayant de chercher la lumière en s'agrippant aux branches des arbres.

## Description

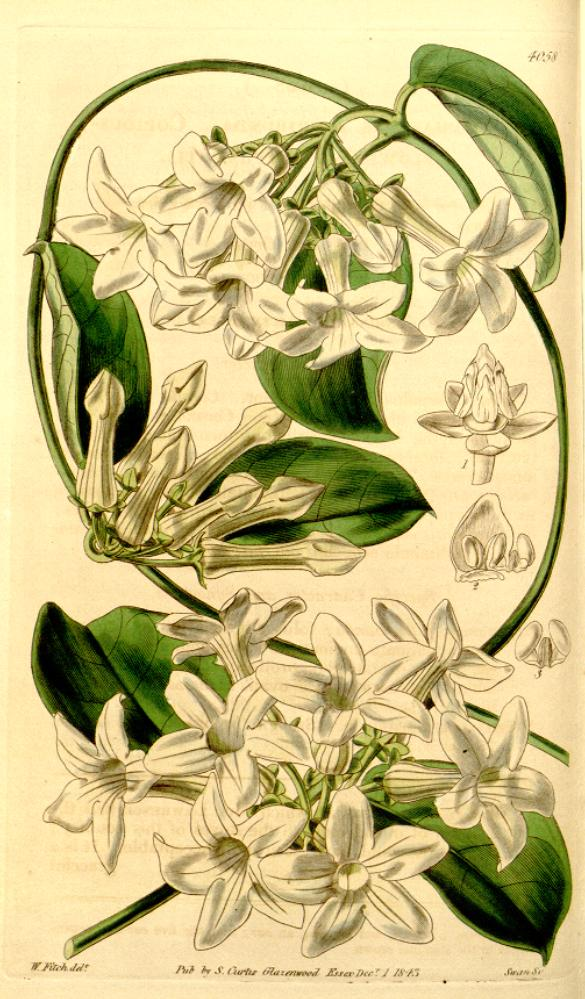
Planche botanique

Le Jasmin de Madagascar est une liane volubile, peu ramifiée pouvant mesurer jusqu'à 6 m de long.
Ses feuilles presque elliptiques sont d'un beau vert foncé luisant.
Les inflorescences parfumées apparaissent aux aisselles des feuilles en cymes groupées par 4 à 6 fleurs.
Stephanotis floribunda originaire de Madagascar ressemble beaucoup a une autre liane de la même famille, Araujia sericifera qui provient d’Amérique du Sud. L'araujia porte-soie est aussi dénommé "Poor Man's Stephanotis" en langue Anglaise[style à revoir], le Stephanotis du pauvre , car beaucoup moins florifère, mais beaucoup plus résistante au froid (-5°) .

## Culture

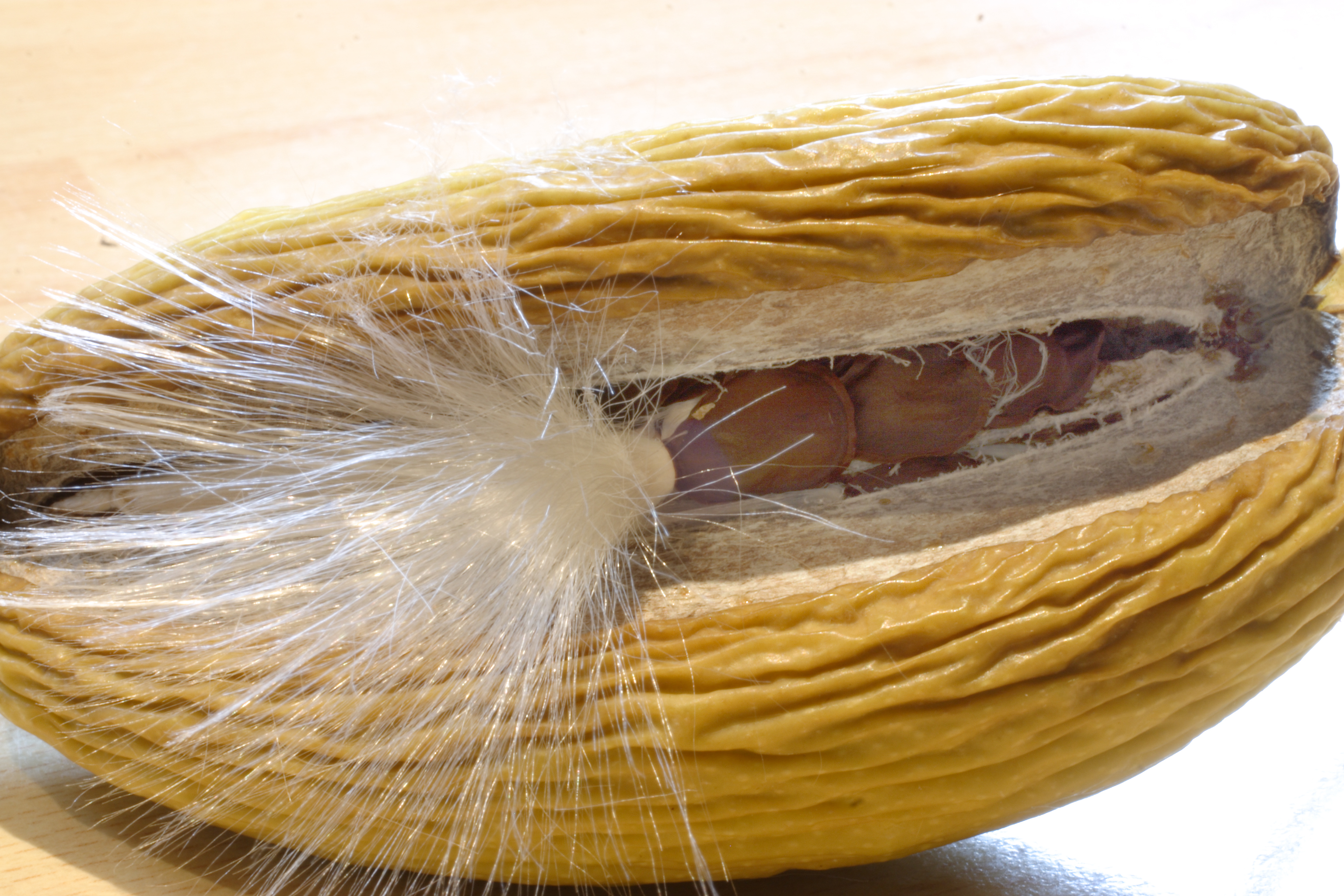
Fruit avec graines

La plante fleurit du printemps à l'automne. Cette espèce a besoin d'un support pour pouvoir se développer : on guide ses pousses sur des tuteurs ou un fil. Elle apprécie le plein soleil, mais ne supporte pas les températures trop basses (inférieures à 5 °C). La température idéale se situant entre 18 et 22 °C, dans une atmosphère assez humide
Le jasmin de Madagascar est utilisé comme plante d'intérieur dans la plupart des zones de rusticité. En été, vaporisez son feuillage régulièrement pour que l'humidité relative autour de la potée se situe aux environs de 50 %. En principe, un arrosage par semaine et de l'engrais liquide tous les quinze jours lui suffisent. En hiver, on supprime les apports de nourriture et ne l'arrose que si la terre du pot est sèche.
Lorsque l'humidité ambiante est trop basse, des acariens peuvent s'installer sous les feuilles qui deviennent alors gris mat avant qu'apparaissent des toiles d'araignée.